# Castanhal EC
Der Castanhal Esporte Clube, in der Regel nur kurz Castanhal genannt,  ist ein Fußballverein aus Castanhal im brasilianischen Bundesstaat Pará.
Aktuell spielt der Verein in der Staatsmeisterschaft von Pará.

## Erfolge
- Staatsmeisterschaft von Pará – 2nd Division: 2003

## Stadion

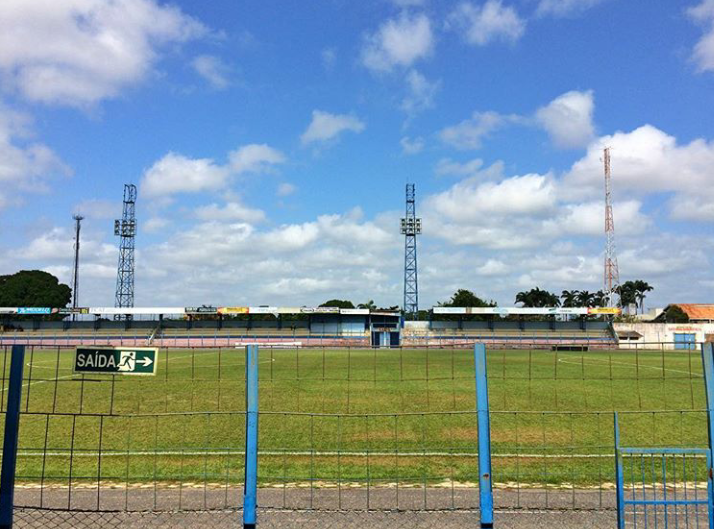
Estádio Maximino Porpino Filho

Der Verein trägt seine Heimspiele im Estádio Maximino Porpino Filho in Castanhal aus. Das Stadion hat ein Fassungsvermögen von 5000 Personen.

## Trainer
Stand: Januar 2024
| Trainer        | Nation    | von               | bis               |
| -------------- | --------- | ----------------- | ----------------- |
| Lecheva        | Brasilien | 28. November 2017 | 26. März 2018     |
| Artur Oliveira | Brasilien | 27. Februar 2019  | 18. März 2021     |
| Cacaio         | Brasilien | 21. März 2021     | 10. Februar 2022  |
| Robson Melo    | Brasilien | 11. Februar 2022  | 5. September 2022 |
| Hermes         | Brasilien | 1. Januar 2023    | 20. März 2023     |